# Call of Duty: WWII
Call of Duty: WWII – komputerowa gra akcji z serii Call of Duty wyprodukowana przez amerykańskie studio Sledgehammer Games. Gra została wydana 3 listopada 2017 roku na platformy PC, PlayStation 4 oraz Xbox One.

## Fabuła
Call of Duty: WWII zostało osadzone w realiach II wojny światowej. Gracz wciela się w Ronalda „Reda" Danielsa – żołnierza amerykańskiej 1 Dywizji Piechoty. Uczestniczy on między innymi w lądowaniu w Normandii, wyzwoleniu Paryża, bitwie o Akwizgran, walkach w Ardenach i bitwie o Remagen. Gra ukazuje relacje poszczególnych członków dywizji oraz współpracę z innymi jednostkami walczącymi z niemieckimi wojskami.

## Produkcja i wydanie
Gra została zapowiedziana 21 kwietnia 2017 roku, a pięć dni później ujawniono między innymi zwiastun oraz datę premiery gry, która została ustalona na 3 listopada. Podczas konferencji Sony Interactive Entertainment na Electronic Entertainment Expo zaprezentowano nowy zwiastun gry. Podczas konwentu San Diego Comic-Con zaprezentowany został zwiastun trybu Nazi Zombies. Kolejny zwiastun gry został zaprezentowany podczas targów Gamescom. 25 sierpnia rozpoczęły się zamknięte beta testy na konsoli PlayStation 4, a w drugiej połowie września rozpoczęły się otwarte beta testy na platformie PC.

## Odbiór
Call of Duty: WWII zarobiło ponad 500 milionów dolarów w trzy dni od premiery.